# Arschang Valipour
Arschang Valipour (* 1972) ist ein österreichischer Lungenfacharzt und Forscher. Er ist insbesondere bekannt für seine Beiträge zu chronischen Atemwegserkrankungen wie der COPD und Asthma sowie für seine Expertise in der Behandlung von Patienten mit schwerem Lungenversagen.
Valipour studierte Medizin an der Universität Wien, wo er seinen Doktorgrad erwarb. Anschließend spezialisierte er sich auf Pneumologie und wirkt an der Klinik Floridsdorf, wo er als Leiter der Abteilung für Innere Medizin und Pneumologie tätig ist.
Während der COVID-19-Pandemie erlangte Valipour breite Bekanntheit in der österreichischen Öffentlichkeit und wird von den Leitmedien wiederholt interviewt. Als Experte trat er auf, um über die Auswirkungen der Pandemie auf das Gesundheitssystem, die Behandlung von COVID-Patienten mit Lungenversagen und die Bedeutung der Impfungen zu sprechen.
Valipour ist Autor und Co-Autor wissenschaftlicher Publikationen.